# 村上文
村上 文（むらかみ あや、1954年（昭和29年）8月7日 - ）は、日本の元労働官僚。現在は帝京大学法学部法律学科教授。

## 経歴
1977年（昭和52年）、東京大学法学部第一類（私法コース）を卒業し労働省入省。労働省婦人局婦人福祉課長、厚生省老人保健福祉局老人福祉振興課長、介護保険実施推進本部員、内閣府男女共同参画局推進課長、埼玉労働局長、財団法人21世紀職業財団専務理事を歴任。2011年（平成23年）、帝京大学法学部法律学科教授に転じ現在に至る。この間、法制審議会幹事（2001年9月~2003年4月）、佐賀県立男女共同参画センター・生涯学習センター館長（2012年4月~2015年3月）、地方公務員災害補償基金審査会委員（2010年2月~2019年2月）、社会保険労務士試験委員会委員（2015年2月~2019年1月）、東京地方最低賃金審議会委員（2015年5月~）、清水建設株式会社社外取締役（2015年6月~2021年6月）を勤める。
官僚としての経験から、専門は労働法・社会保障法であり、特に女性の労働、男女共同参画、ワーク・ライフ・バランス、介護保険についての提言が多い。

## 主な著作
- 『ワーク・ライフ・バランスのすすめ』（法律文化社、2014年12月） ISBN 978-4-589-03644-5
- 『大学1年生からの社会を見る眼のつくり方』（大月書店、2020年3月）ISBN 978-4-272-41242-6　- 分担執筆（「働くことと労働法」担当）